# Alun Cairns
Alun Hugh Cairns (Swansea, Gales, Reino Unido, 30 de julio de 1970) es un político conservador británico que ejerció como Secretario de Estado para Gales desde 2016, en el gabinete de Theresa May, hasta julio de 2019, en el gabinete de Boris Johnson.
Es miembro de parlamento del Reino Unido por la circunscripción galesa de Vale of Glamorgan desde las elecciones generales de 2010. Anteriormente había sido miembro del Parlamento Galés, Senedd, por su circunscripción natal, South Wales West.